# Jahmyr Gibbs
Jahmyr Gibbs (Dalton, 20 marzo 2002) è un giocatore di football americano statunitense che milita nel ruolo di running back per i Detroit Lions della National Football League (NFL).

## Carriera universitaria
Gibbs iniziò la carriera nel college football con Georgia Tech nel 2020. Dopo avere saltato la prima partita, debuttò la settimana successiva contro Central Florida, ritornando il kickoff di apertura per 75 yard. Concluse la partita con 219 yard totali e 2 touchdown, venendo premiato come debuttante della settimana della Atlantic Coast Conference (ACC). Nelle prime tre partite segnò 5 touchdown, andando sempre a segno. Concluse l'annata con 89 portare per 460 yard e 4 touchdowns, 24 ricezioni per 303 yard e altre 3 marcature e 8 ritorni di kickoff per 205 yard. Nel 2021 corse 746 yard e segnò complessivamente 6 touchdown.
Nel 2022 Gibbs Gibbs si trasferì ad Alabama. Lì giocò per una stagione, correndo 926 yard e segnando 10 touchdown totali, venendo inserito nel Second-team All-American.

## Carriera professionistica

### Detroit Lions
Gibbs fu scelto nel corso del primo giro (dodicesimo assoluto) del Draft NFL 2023 dai Detroit Lions, il secondo running back chiamato. Debuttò come professionista subentrando nella gara del primo turno vinta a sorpresa in casa dei Kansas City Chiefs campioni in carica, in cui corse 42 yard su 7 tentativi e ricevette 2 passaggi per 18 yard. Nella settimana 3 disputò la prima gara come titolare correndo 80 yard su 17 tentativi nella vittoria sugli Atlanta Falcons. Dopo un infortunio tornó in campo nel settimo turno segnando gli unici punti dei Lions con il suo primo touchdown su corsa da 21 yard in una netta sconfitta contro i Baltimore Ravens. Nel Monday Night Football del turno successivo contro i Las Vegas Raiders disputò la prima gara di alto livello correndo 152 yard e segnando un touchdown nella vittoria. Nel quindicesimo turno corse 100 yard e segnò un touchdown su corsa e uno su ricezione nella vittoria contro i Denver Broncos. La sua prima stagione si chiuse con 945 yard corse, 10 touchdown su corsa e uno su ricezione venendo inserito nella formazione ideale dei rookie dalla Pro Football Writers of America. I Lions vinsero il primo titolo di division dopo trent'anni. Il 30 gennaio 2024 Gibbs fu convocato per il Pro Bowl al posto di Christian McCaffrey, impegnato nel Super Bowl.
Nel Monday Night Football del quarto turno della stagione 2024, Gibbs guidò la squadra con 78 yard corse e segnò due touchdown nella vittoria sui Seattle Seahawks. Nella settimana 7 superò per la prima volta le cento yard in stagione, correndone 116 e segnando due touchdown, con i Lions che inflissero la prima sconfitta stagionale ai Vikings. La sua prestazione gli valse il riconoscimento di running back della settimana. Si ripeté anche nella gara successiva, la larga vittoria 52-14 contro i Tennessee Titans, in cui corse 11 volte per 127 yard e segnando un touchdown con una corsa da 70 yard, suo record personale, venendo nuovamente premiato come running back della settimana. Nel dodicesimo turno segnò due touchdown nella vittoria sugli Indianapolis Colts. Nell'ultimo turno fu premiato come miglior giocatore offensivo della NFC della settimana e come running back della settimana dopo avere corso 139 yard e segnato quattro touchdown (tre su corsa e uno su ricezione) nella vittoria sui Minnesota Vikings che diede ai Lions la prima testa di serie nel tabellone dei playoff nella conference per la prima volta nella loro storia.
A fine stagione fu convocato per il suo secondo Pro Bowl dopo avere guidato la NFL con 16 touchdown su corsa e 20 totali ed essersi classificato quinto con 1.412 yard corse. Nel divisional round dei playoff corse 105 yard e 2 touchdown ma i Lions, che avevano il miglior record della NFL, furono eliminati a sorpresa dai Washington Commanders.

## Palmarès
- Convocazioni al Pro Bowl: 2

2023, 2024
- Giocatore offensivo della NFC del mese: 1

dicembre 2024/gennaio 2025
- Giocatore offensivo della NFC della settimana: 1

18ª del 2024
- Leader della NFL in touchdown su corsa: 1

2024
- PFWA All-Rookie Team - 2023
- Running back della settimana: 3

7ª, 8ª e 18ª del 2024

## Statistiche

### Stagione regolare
| 2023   | DET    | 15 | 3 | 182 | 945   | 5,2 | 36 | 10 | 52 | 316 | 6,1 | 24 | 1 | 2 | 1 |
| 2024   | DET    | 7  | 1 | 92  | 591   | 6,4 | 70 | 6  | 19 | 154 | 8,1 | 20 | 1 | 0 | 0 |
| Totale | Totale | 22 | 4 | 274 | 1 536 | 5,6 | 70 | 16 | 71 | 470 | 6,6 | 24 | 2 | 2 | 1 |

### Play-off
| 2023   | DET    | 3 | 0 | 29 | 144 | 5,0 | 31 | 3 | 11 | 94 | 8,5 | 20 | 0 | 1 | 1 |
| Totale | Totale | 3 | 0 | 29 | 144 | 5,0 | 31 | 3 | 11 | 94 | 8,5 | 20 | 0 | 1 | 1 |

Fonte: Football Database
In grassetto i record personali in carriera - Statistiche alla settimana 8 della stagione 2024